# Pacific Pines State Park
Der Pacific Pines State Park ist ein 4,4 ha großer State Park an der Pazifikküste. Er liegt nördlich von Ocean Park auf Long Beach Peninsula im Pacific County des US-Bundesstaates Washington. Im Jahr 1972 wurde das Gelände für 119.000 US-Dollar von der „Pacific Properties“ erworben.
Vor der Nutzung als öffentliches Naherholungsgebiet mit Parkplatz, Toiletten, Picknickplätzen und Zugang zum Strand sollte das Gelände unter dem Namen „Pacific Pines“ als Bauland erschlossen werden.  Der 4,4 ha große State Park mit 180 m Küstenlinie befindet sich in einer Dünenlandschaft mit einem Baumbestand an Fichten, Küsten-Kiefern  und Erlen sowie verschiedenen Fingerhüten, Lupinen, Farnen, Moosen und Flechten. Diese bieten Lebensraum für Nagetiere wie Streifenhörnchen und Kaninchen sowie für Skunks und Waschbären.
In den Strandbereichen sind Muscheln, Krabben, Robben und Seevögel anzutreffen.
Die Vogelwelt ist mit Falken, Rabenvögeln, Enten, Gänsen, Möwen, Schnepfenvögeln, Raufußhühnern, Zahnwachteln, Spechten, Eichelhäher, Zaunkönigen und Kolibris vertreten.
Zu den unerwünschten Pflanzen, die als invasiv eingestuft werden und damit die Artenvielfalt und den Lebensraum gefährden können, zählt der Besenginster. Für den Pacific Pines State Park gibt es Planungen zur Errichtung einer festen Einrichtung wie einer Jurte als Standort für eine Umweltbildungseinrichtung.